# Союз 35
Союз 35 е съветски пилотиран космически кораб, който извежда в Космоса четвъртата основна експедиция на орбиталната станция Салют-6.

## Екипажи

### При старта

#### Основен
- Леонид Попов (1) – командир
- Валерий Рюмин (3) – бординженер

#### Дублиращ
- Вячеслав Зудов – командир
- Борис Андреев – бординженер

### При приземяването
- Леонид Попов – командир
- Берталан Фаркаш – космоснавт-изследовател

## Параметри на мисията
- Маса: 6800 кг
- Перигей: 198 km
- Апогей: 259,7 km
- Наклон на орбитата: 51,65°
- Период: 88,81 мин

## Програма
Първоначално за полета се подготвя основен екипаж Попов – Лебедев и дублиращ екипаж Зудов – Андреев. След замяната на Лебедев с Рюмин за основен е определен Зудов – Андреев. След края на подготовката основен станал екипажът Попов – Рюмин.
По време на престоя си в орбиталната станция космонавтите приемат три товарни кораба „Прогресс-9, −10 и −11“. С тях на борда на станцията са доставени гориво, кислород, вода и други материали. Също така приемат и четири посетителски експедиции – три международни (Союз 36, Союз 37 и Союз 38) и първия пилотиран полет на новата модификация на „Союз“ – Союз Т-2. Космонавтите се завръщат на Земята с кораба Союз 37 на 11 октомври и остават станцията Салют-6 в автоматичен режим до пристигането на следващата дълговременна експедиция със Союз Т-3 на следващата година.
Екипажът поставя нов рекорд за продължителност на престоя в космоса – 4436 часа и 12 минути (184 денонощия и 20 часа и 12 минути). Валерий Рюмин поставя нов рекорд за обща продължителност на престоя в космоса за три полета – 8685 часа и 34 минути (361 денонощия 21 часа и 34 минути).